# 艾格尔河畔罗米伊
艾格尔河畔罗米伊（法語：Romilly-sur-Aigre，法語發音：[ʁɔmiji syʁ ɛɡʁ]）是法国厄尔-卢瓦省的一个旧市镇，位于该省南部，属于沙托丹区。2017年1月1日，艾格尔河畔罗米伊和相邻的另外8个市镇合并成为新市镇克卢瓦三河镇（Cloyes-les-Trois-Rivières）。

## 地理
艾格尔河畔罗米伊（47°58'51"N, 1°16'57"E）面积12.14 平方千米，位于法国中央-卢瓦尔河谷大区厄尔-卢瓦省，该省份为法国北部内陆省份，北起顺时针与厄尔省、伊夫林省、埃松省、卢瓦雷省、卢瓦-谢尔省、萨尔特省和奧恩省接壤。
与艾格尔河畔罗米伊接壤的市镇（或旧市镇、城区）包括：布雷万维尔、圣让弗鲁瓦芒泰勒。
艾格尔河畔罗米伊的时区为UTC+01:00、UTC+02:00（夏令时）。

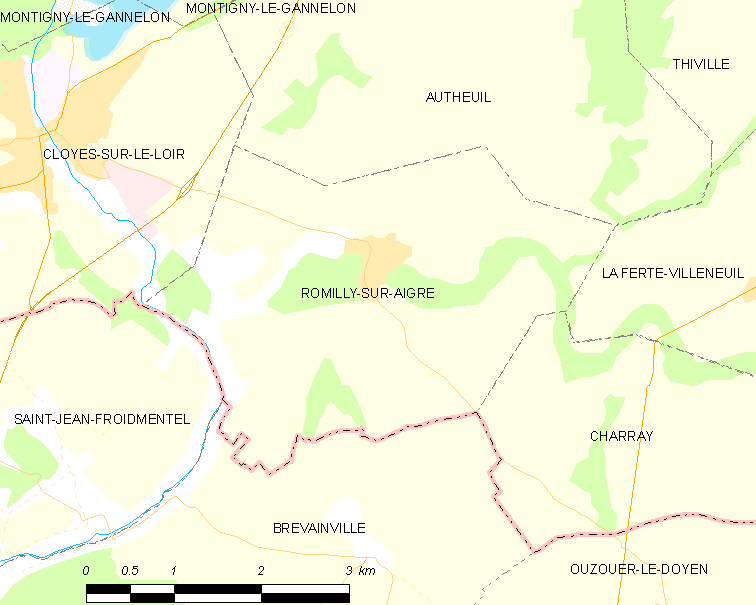
艾格尔河畔罗米伊的OSM定位图

## 行政
艾格尔河畔罗米伊的邮政编码为28220，INSEE市镇编码为28318。

## 政治
艾格尔河畔罗米伊所属的省级选区为布鲁县。

## 人口

1962-2008年间艾格尔河畔罗米伊人口变化图示

艾格尔河畔罗米伊于2018年1月1日时的人口数量为455人。